# Shelfordia charaxa
Shelfordia charaxa är en stekelart som först beskrevs av Cameron 1897.  Shelfordia charaxa ingår i släktet Shelfordia och familjen bracksteklar. Inga underarter finns listade i Catalogue of Life.